# David Crane (Produzent)
David Crane (* 13. August 1957) ist ein US-amerikanischer Drehbuchautor und Fernsehproduzent.

## Leben
David Crane studierte bis 1979 an der Brandeis University in Massachusetts. Nach einigen Drehbuch-Erfahrungen für Comedy-Serien in den 1980er Jahren wurde er ab 1990 Showrunner zusammen mit Marta Kauffman für die Sitcom Dream On. 1994 entwickelten sie zusammen das Konzept für die Sitcom Friends, welche weltweit erfolgreich wurde und Jennifer Aniston zum Star machte. 1997 folgte die Serie Veronica.  
Zusammen mit seinem Lebensgefährten Jeffrey Klarik entwickelte er ab 2006 die Serie The Class und ab 2011 die Serie Episodes.

## Filmografie (Auswahl)
- 1990–1996: Dream On
- 1994–2004: Friends
- 1997–2000: Veronica (Veronica´s Closet)
- 2006–2007: The Class
- 2011–2017: Episodes